# Kraubath an der Mur
Kraubath an der Mur é um município da Áustria, situado no distrito de Leoben, na estado da Estíria. Tem 27,47 km² de área e sua população em 2019 foi estimada em 1.302 habitantes.